# ATS-5
O ATS-5 (da série Applications Technology Satellite) foi um satélite de comunicação lançado pela NASA em 12 de Agosto de 1969 a partir da Estação da Força Aérea de Cabo Canaveral por intermédio de um foguete Atlas-Centaur.

## Objetivos
Esse satélite foi projetado e lançado com os seguintes objetivos:
- testar novos conceitos no desenho de espaçonaves, propulsão e estabilização
- capturar imagens de alta qualidade da cobertura de nuvens
- fornecer dados medições coletadas no ambiente aeroespacial
- testar sistemas de comunicação melhorados

## Características
Esse satélite tinha o formato cilíndrico, com 142 cm de diâmetro e 183 cm de altura (cerca de 360 cm de altura se considerar a cobertura do motor) com a superfície recoberta por painéis solares, e estabilizado por gradiente de gravidade.

### Instrumentos
Um total de treze experimentos foram conduzidos durante a missão:
- Electric Fields Measurement
- Cosmic Radio Noise, Solar Radio Bursts
- Omnidirectional High-Energy Particle Detector
- Tri-Directional, Medium-Energy Particle Detector
- Proton Electron Detector
- Millimeter Wave Propagation Experiment
- Communication Microwave Transponder (Hughes Co.)
- Communication L-Band Transponder
- Gravity Gradiant Stabilization (General Electric Co.)
- Ion Engine Thrustor
- Bidirectional Low-Energy Particle Detector
- Radio Beacon
- Magnetic Field Monitor

## Missão
O lançamento do ATS-5 ocorreu sem problemas, mas um defeito no equipamento, impediu que o sistema de estabilização por gradiente de gravidade fosse liberado. Apesar disso, conseguiram-se bons resultados em alguns dos experimentos, Já o objetivo primário de inserir uma espaçonave estabilizada por gradiente gravitacional em órbita, não foi atingido.